# Gran Premio motociclistico d'Australia 2010
Il Gran Premio motociclistico d'Australia 2010 corso il 17 ottobre, è stato il sedicesimo Gran Premio della stagione 2010 e ha visto vincere: Casey Stoner in MotoGP, Alex De Angelis in Moto2 e Marc Márquez nella classe 125. La gara si è disputata sul circuito di Phillip Island.

## Prove e Qualifiche

### Classe 125
Le prime sessioni di prove hanno visto primeggiare Bradley Smith (Aprilia) e Pol Espargaró (Derbi), mentre la pole position è andata a Marc Márquez (Derbi).
Risultati delle qualifiche:
- 1 =  Marc Márquez - Derbi 1'38.236
- 2 =  Sandro Cortese - Derbi 1'38.852
- 3 =  Pol Espargaró - Derbi 1'38.991

### Moto2
Nelle prime sessioni di prove i più veloci sono stati Alex De Angelis (MotoBi) e Scott Redding (Suter), mentre la pole è andata a De Angelis.
Risultati delle qualifiche:
- 1 =  Alex De Angelis - MotoBi 1'35.148
- 2 =  Scott Redding - Suter 1'35.378
- 3 =  Stefan Bradl - Suter 1'35.578

### MotoGP

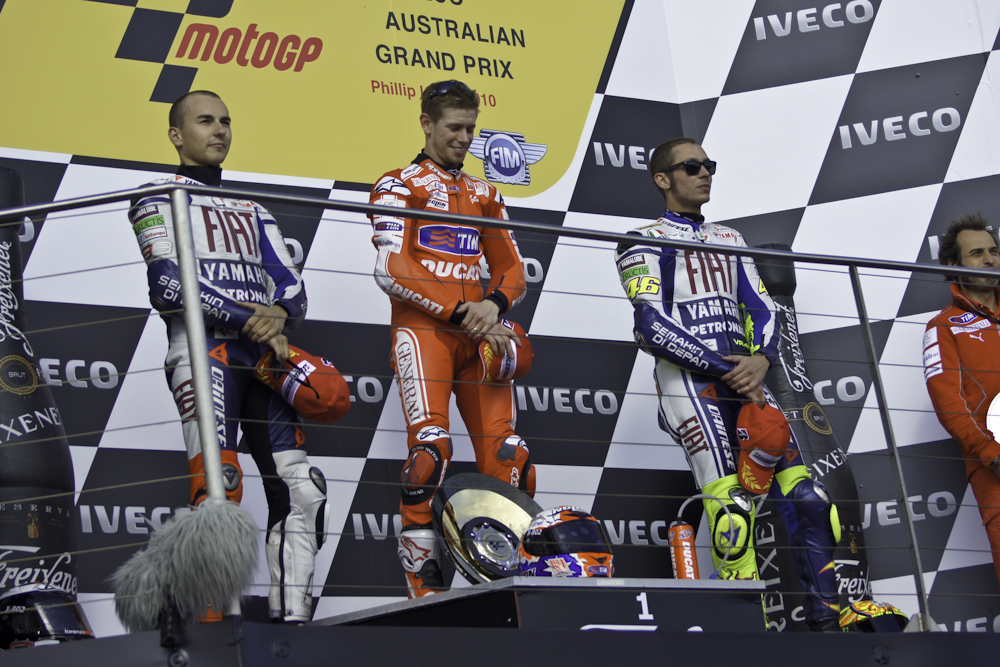
Il podio della classe MotoGP

Nelle sessioni di prove il pilota più veloce è stato Jorge Lorenzo (Yamaha) (1'41.146), seguito da Casey Stoner su Ducati, Nicky Hayden, sempre su Ducati e dall coppia del team Gresini, Marco Simoncelli e Marco Melandri. Nella seconda sessione il migliore è Stoner (Ducati) (1'31.243) seguito da Colin Edwards (Yamaha Tech 3) e Ben Spies (Yamaha Tech 3)
| Pos | Nº | Pilota           | Team                           | Tempo    |
| --- | -- | ---------------- | ------------------------------ | -------- |
| 1   | 27 | Casey Stoner     | Ducati Marlboro-Ducati         | 1'30.107 |
| 2   | 99 | Jorge Lorenzo    | Fiat Yamaha Team-Yamaha        | 1'30.775 |
| 3   | 11 | Ben Spies        | Monster Yamaha Tech 3-Yamaha   | 1'31.386 |
| 4   | 58 | Marco Simoncelli | San Carlo Honda Gresini-Honda  | 1'31.402 |
| 5   | 5  | Colin Edwards    | Monster Yamaha Tech 3-Yamaha   | 1'31.415 |
| 6   | 69 | Nicky Hayden     | Ducati Marlboro-Ducati         | 1'31.530 |
| 7   | 14 | Randy de Puniet  | LCR Honda MotoGP-Honda         | 1'31.554 |
| 8   | 46 | Valentino Rossi  | Fiat Yamaha Team-Yamaha        | 1'31.627 |
| 9   | 4  | Andrea Dovizioso | Repsol Honda Team-HRC          | 1'32.018 |
| 10  | 33 | Marco Melandri   | San Carlo Honda Gresini-Honda  | 1'32.367 |
| 11  | 41 | Aleix Espargaró  | Pramac Racing-Ducati           | 1'32.542 |
| 12  | 36 | Mika Kallio      | Pramac Racing-Ducati           | 1'32.816 |
| 13  | 7  | Hiroshi Aoyama   | Interwetten Honda MotoGP-Honda | 1'33.190 |
| 14  | 19 | Álvaro Bautista  | Rizla Suzuki MotoGP-Suzuki     | 1'33.224 |
| 15  | 26 | Dani Pedrosa     | Repsol Honda Team-HRC          | 1'33.384 |
| 16  | 40 | Héctor Barberá   | Paginas Amarillas Aspar-Ducati | 1'33.390 |
| 17  | 65 | Loris Capirossi  | Rizla Suzuki MotoGP-Suzuki     | 1'34.269 |

## Gara

### MotoGP

#### Arrivati al traguardo
| Pos | Nº | Pilota           | Squadra                 | Motocicletta | Giri | Tempo     | Griglia | Punti |
| --- | -- | ---------------- | ----------------------- | ------------ | ---- | --------- | ------- | ----- |
| 1   | 27 | Casey Stoner     | Ducati Team             | Ducati       | 27   | 41:09.128 | 1       | 25    |
| 2   | 99 | Jorge Lorenzo    | Fiat Yamaha             | Yamaha       | 27   | +8.598    | 2       | 20    |
| 3   | 46 | Valentino Rossi  | Fiat Yamaha             | Yamaha       | 27   | +17.997   | 8       | 16    |
| 4   | 69 | Nicky Hayden     | Ducati Team             | Ducati       | 27   | +18.035   | 6       | 13    |
| 5   | 11 | Ben Spies        | Monster Yamaha Tech 3   | Yamaha       | 27   | +22.211   | 3       | 11    |
| 6   | 58 | Marco Simoncelli | San Carlo Honda Gresini | Honda        | 27   | +25.017   | 4       | 10    |
| 7   | 5  | Colin Edwards    | Monster Yamaha Tech 3   | Yamaha       | 27   | +35.168   | 5       | 9     |
| 8   | 41 | Aleix Espargaró  | Pramac Racing           | Ducati       | 27   | +46.194   | 11      | 8     |
| 9   | 33 | Marco Melandri   | San Carlo Honda Gresini | Honda        | 27   | +46.294   | 10      | 7     |
| 10  | 14 | Randy de Puniet  | LCR Honda               | Honda        | 27   | +59.635   | 7       | 6     |
| 11  | 36 | Mika Kallio      | Pramac Racing           | Ducati       | 27   | +59.664   | 12      | 5     |
| 12  | 19 | Álvaro Bautista  | Rizla Suzuki            | Suzuki       | 27   | +59.732   | 14      | 4     |
| 13  | 7  | Hiroshi Aoyama   | Interwetten Honda       | Honda        | 27   | +1:05.029 | 13      | 3     |
| 14  | 40 | Héctor Barberá   | Paginas Amarillas Aspar | Ducati       | 27   | +1:05.053 | 15      | 2     |

#### Ritirato
| Nº | Pilota           | Squadra      | Motocicletta | Giri | Griglia |
| -- | ---------------- | ------------ | ------------ | ---- | ------- |
| 4  | Andrea Dovizioso | Repsol Honda | Honda        | 3    | 9       |

#### Non partiti
| Nº | Pilota          | Squadra      | Motocicletta |
| -- | --------------- | ------------ | ------------ |
| 26 | Daniel Pedrosa  | Repsol Honda | Honda        |
| 65 | Loris Capirossi | Rizla Suzuki | Suzuki       |

### Moto2

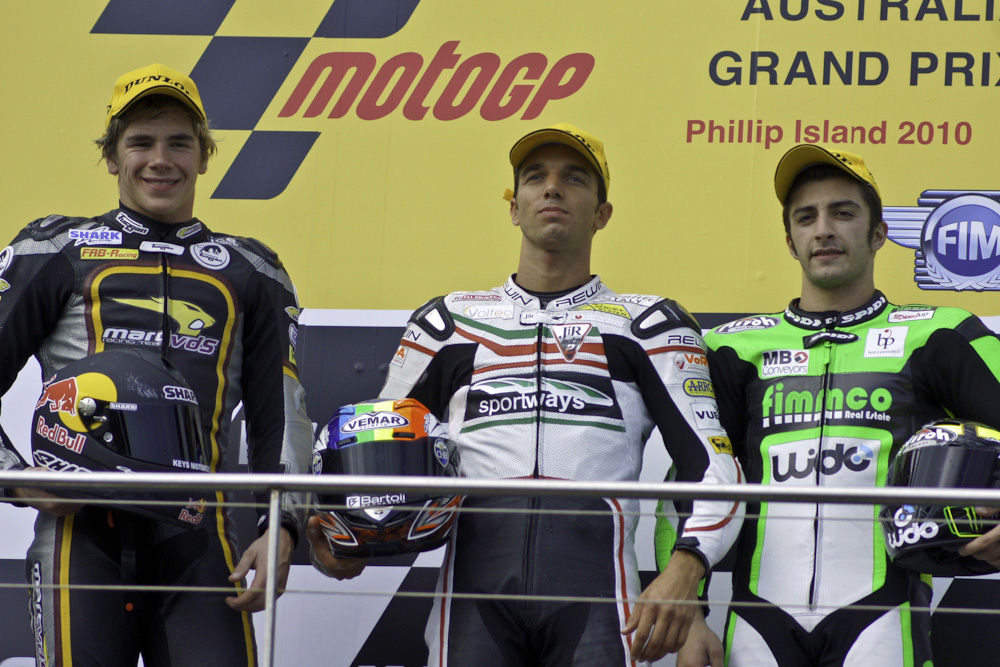
Il podio della classe Moto2

Cambiamenti nella lista dei partecipanti riguardano: Ricard Cardús e Ferruccio Lamborghini che, entrambi infortunati, vengono sostituiti rispettivamente da Javier Forés e Wayne Maxwell. Sempre in questa classe Alexander Cudlin su BQR-Moto2 viene iscritto come wildcard.

#### Arrivati al traguardo
| Pos | Nº | Pilota              | Squadra                      | Motocicletta | Giri | Tempo     | Griglia | Punti |
| --- | -- | ------------------- | ---------------------------- | ------------ | ---- | --------- | ------- | ----- |
| 1   | 15 | Alex De Angelis     | JIR Moto2                    | MotoBi       | 25   | 39:51.102 | 1       | 25    |
| 2   | 45 | Scott Redding       | Marc VDS Racing              | Suter        | 25   | +2.172    | 2       | 20    |
| 3   | 29 | Andrea Iannone      | Fimmco Speed Up              | Speed Up     | 25   | +2.974    | 5       | 16    |
| 4   | 60 | Julián Simón        | Mapfre Aspar                 | Suter        | 25   | +10.344   | 6       | 13    |
| 5   | 65 | Stefan Bradl        | Viessmann Kiefer Racing      | Suter        | 25   | +10.617   | 3       | 11    |
| 6   | 63 | Mike Di Meglio      | Mapfre Aspar                 | Suter        | 25   | +17.847   | 4       | 10    |
| 7   | 24 | Toni Elías          | Gresini Racing               | Moriwaki     | 25   | +27.145   | 9       | 9     |
| 8   | 3  | Simone Corsi        | JIR Moto2                    | MotoBi       | 25   | +27.249   | 14      | 8     |
| 9   | 6  | Alex Debón          | Aeroport de Castello - Ajo   | FTR          | 25   | +27.398   | 21      | 7     |
| 10  | 17 | Karel Abraham       | Cardion AB Motoracing        | FTR          | 25   | +27.666   | 10      | 6     |
| 11  | 12 | Thomas Lüthi        | Interwetten Moriwaki         | Moriwaki     | 25   | +27.677   | 12      | 5     |
| 12  | 10 | Fonsi Nieto         | Holiday Gym G22              | Moriwaki     | 25   | +27.851   | 15      | 4     |
| 13  | 77 | Dominique Aegerter  | Technomag-CIP                | Suter        | 25   | +28.333   | 26      | 3     |
| 14  | 80 | Axel Pons           | Tenerife 40 Pons             | Pons Kalex   | 25   | +28.438   | 18      | 2     |
| 15  | 71 | Claudio Corti       | Forward Racing               | Suter        | 25   | +28.497   | 16      | 1     |
| 16  | 35 | Raffaele De Rosa    | Tech 3 Racing                | Tech 3       | 25   | +32.644   | 8       |       |
| 17  | 72 | Yūki Takahashi      | Tech 3 Racing                | Tech 3       | 25   | +37.671   | 19      |       |
| 18  | 2  | Gábor Talmácsi      | Fimmco Speed Up              | Speed Up     | 25   | +42.933   | 22      |       |
| 19  | 68 | Yonny Hernández     | Blusens-STX                  | BQR-Moto2    | 25   | +46.144   | 24      |       |
| 20  | 25 | Alex Baldolini      | Caretta Technology Race Dept | I.C.P.       | 25   | +46.164   | 20      |       |
| 21  | 8  | Anthony West        | MZ Racing                    | MZ-RE Honda  | 25   | +46.370   | 23      |       |
| 22  | 14 | Ratthapark Wilairot | Thai Honda PTT Singha SAG    | Bimota       | 25   | +51.841   | 27      |       |
| 23  | 16 | Jules Cluzel        | Forward Racing               | Suter        | 25   | +54.114   | 17      |       |
| 24  | 40 | Sergio Gadea        | Tenerife 40 Pons             | Pons Kalex   | 25   | +1:00.729 | 28      |       |
| 25  | 46 | Javier Forés        | Maquinza-SAG                 | Bimota       | 25   | +1:04.140 | 29      |       |
| 26  | 44 | Roberto Rolfo       | Italtrans S.T.R.             | Suter        | 25   | +1:04.185 | 25      |       |
| 27  | 39 | Robertino Pietri    | Italtrans S.T.R.             | Suter        | 25   | +1:09.299 | 32      |       |
| 28  | 53 | Valentin Debise     | WTR San Marino               | ADV          | 25   | +1:09.794 | 30      |       |
| 29  | 61 | Vladimir Ivanov     | Gresini Racing               | Moriwaki     | 25   | +1:16.060 | 31      |       |
| 30  | 49 | Alexander Cudlin    | Qatar Moto2 Team             | BQR-Moto2    | 25   | +1:16.195 | 33      |       |
| 31  | 9  | Kenny Noyes         | Jack & Jones by A.Banderas   | Promoharris  | 25   | +1:34.156 | 35      |       |
| 32  | 28 | Kazuki Watanabe     | Racing Team Germany          | Suter        | 24   | +1 giro   | 34      |       |
| 33  | 88 | Yannick Guerra      | Holiday Gym G22              | Moriwaki     | 24   | +1 giro   | 37      |       |
| 34  | 5  | Joan Olivé          | Jack & Jones by A.Banderas   | Promoharris  | 24   | +1 giro   | 36      |       |

#### Ritirati
| Nº | Pilota             | Squadra              | Motocicletta | Giri | Griglia |
| -- | ------------------ | -------------------- | ------------ | ---- | ------- |
| 95 | Mashel Al Naimi    | Blusens-STX          | BQR-Moto2    | 20   | 38      |
| 56 | Michael Ranseder   | Vector Kiefer Racing | Suter        | 18   | 7       |
| 66 | Hiromichi Kunikawa | Bimota - M Racing    | Bimota       | 10   | 39      |
| 55 | Héctor Faubel      | Marc VDS Racing      | Suter        | 0    | 13      |

#### Squalificato
| Nº | Pilota        | Squadra         | Motocicletta | Griglia |
| -- | ------------- | --------------- | ------------ | ------- |
| 47 | Wayne Maxwell | Matteoni Racing | Moriwaki     | 11      |

### Classe 125

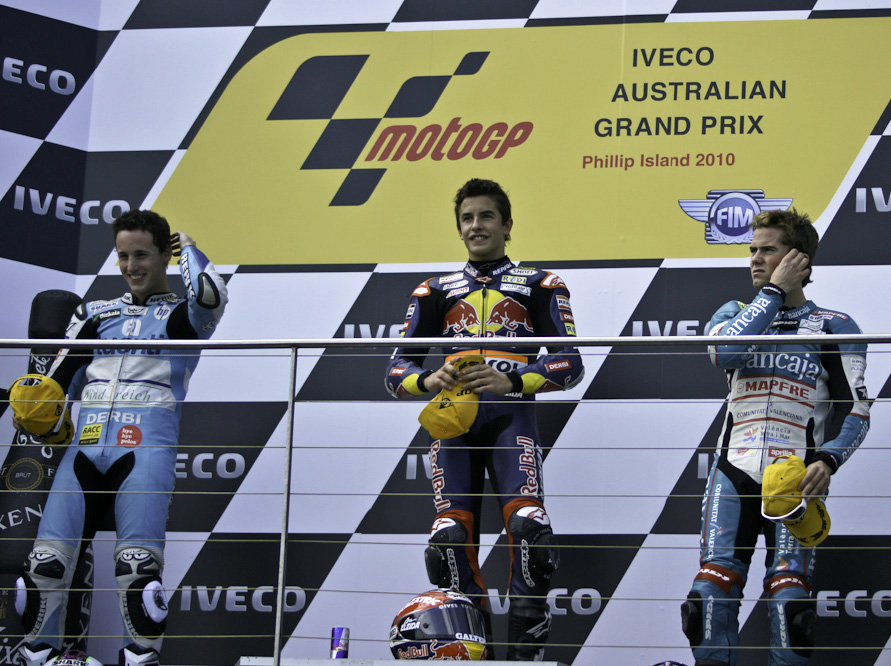
Il podio della classe 125

Variazione nella lista dei partecipanti riguardano: Tommaso Gabrielli e Danny Kent che prendono i posti rispettivamente di Alexis Masbou e Isaac Viñales, mentre Jonas Folger non partecipa a questo Gran Premio per infortunio. In questa classe corrono cinque piloti con lo status di wildcard: Jordan Zamora e Levi Day su Honda, Joshua Hook, Nicky Diles e Joel Taylor su Aprilia.

#### Arrivati al traguardo
| Pos | Nº | Pilota             | Squadra                       | Motocicletta | Giri | Tempo     | Griglia | Punti |
| --- | -- | ------------------ | ----------------------------- | ------------ | ---- | --------- | ------- | ----- |
| 1   | 93 | Marc Márquez       | Red Bull Ajo Motorsport       | Derbi        | 23   | 38:13.008 | 1       | 25    |
| 2   | 44 | Pol Espargaró      | Tuenti Racing                 | Derbi        | 23   | +6.062    | 3       | 20    |
| 3   | 40 | Nicolás Terol      | Bancaja Aspar                 | Aprilia      | 23   | +11.576   | 4       | 16    |
| 4   | 7  | Efrén Vázquez      | Tuenti Racing                 | Derbi        | 23   | +19.032   | 7       | 13    |
| 5   | 38 | Bradley Smith      | Bancaja Aspar                 | Aprilia      | 23   | +19.033   | 5       | 11    |
| 6   | 12 | Esteve Rabat       | Blusens-STX                   | Aprilia      | 23   | +20.593   | 6       | 10    |
| 7   | 71 | Tomoyoshi Koyama   | Racing Team Germany           | Aprilia      | 23   | +31.519   | 8       | 9     |
| 8   | 39 | Luis Salom         | Stipa-Molenaar Racing GP      | Aprilia      | 23   | +46.598   | 9       | 8     |
| 9   | 35 | Randy Krummenacher | Stipa-Molenaar Racing GP      | Aprilia      | 23   | +48.730   | 12      | 7     |
| 10  | 99 | Danny Webb         | Andalucia Cajasol             | Aprilia      | 23   | +58.456   | 11      | 6     |
| 11  | 26 | Adrián Martín      | Aeroport de Castello - Ajo    | Aprilia      | 23   | +1:15.857 | 17      | 5     |
| 12  | 50 | Sturla Fagerhaug   | AirAsia - Sepang Int. Circuit | Aprilia      | 23   | +1:19.506 | 19      | 4     |
| 13  | 78 | Marcel Schrötter   | Interwetten Honda             | Honda        | 23   | +1:19.540 | 15      | 3     |
| 14  | 84 | Jakub Kornfeil     | Racing Team Germany           | Aprilia      | 23   | +1:19.543 | 18      | 2     |
| 15  | 15 | Simone Grotzkyj    | Fontana Racing                | Aprilia      | 23   | +1:32.122 | 13      | 1     |
| 16  | 53 | Jasper Iwema       | CBC Corse                     | Aprilia      | 23   | +1:42.366 | 21      |       |
| 17  | 69 | Louis Rossi        | CBC Corse                     | Aprilia      | 22   | +1 giro   | 24      |       |
| 18  | 46 | Joshua Hook        | Hook Racing.com               | Aprilia      | 22   | +1 giro   | 22      |       |
| 19  | 87 | Luca Marconi       | Ongetta Team                  | Aprilia      | 22   | +1 giro   | 20      |       |
| 20  | 57 | Joel Taylor        | BRP Racing                    | Aprilia      | 22   | +1 giro   | 25      |       |
| 21  | 52 | Danny Kent         | Lambretta Reparto Corse       | Lambretta    | 22   | +1 giro   | 23      |       |

#### Ritirati
| Nº | Pilota           | Squadra              | Motocicletta | Giri | Griglia |
| -- | ---------------- | -------------------- | ------------ | ---- | ------- |
| 32 | Lorenzo Savadori | Matteoni Racing      | Aprilia      | 3    | 16      |
| 11 | Sandro Cortese   | Avant Mitsubishi Ajo | Derbi        | 2    | 2       |
| 14 | Johann Zarco     | WTR San Marino       | Aprilia      | 0    | 14      |
| 23 | Alberto Moncayo  | Andalucia Cajasol    | Aprilia      | 0    | 10      |

#### Non qualificati
| Nº | Pilota              | Squadra                       | Motocicletta |
| -- | ------------------- | ----------------------------- | ------------ |
| 63 | Zulfahmi Khairuddin | AirAsia - Sepang Int. Circuit | Aprilia      |
| 47 | Levi Day            | Racetrix                      | Honda        |
| 72 | Marco Ravaioli      | Lambretta Reparto Corse       | Lambretta    |
| 45 | Jordan Zamora       | Eurotwins Brisbane            | Honda        |
| 54 | Nicky Diles         | Aprilia RSW Racing            | Aprilia      |
| 96 | Tommaso Gabrielli   | Ongetta Team                  | Aprilia      |